# Keltonia mexicana
Keltonia mexicana är en insektsart som beskrevs av Henry 1991. Keltonia mexicana ingår i släktet Keltonia och familjen ängsskinnbaggar. Inga underarter finns listade i Catalogue of Life.